# Dinuzulu

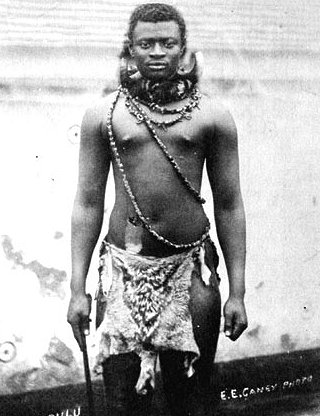
Foto von Prinz Dinuzulu, ca. 1883

Dinuzulu kaCetshwayo (* 1868; † 18. Oktober 1913 im Middelburg Transvaal; häufig auch als Dinizulu bezeichnet) war König der Zulu von 1884 bis 1913.

## Königtum
Er bestieg nach dem Tod seines Vaters Cetshwayo und nach dem Bürgerkrieg am 21. Mai 1884 den Thron.
Zu diesem Zeitpunkt war das Zulureich nach der Niederlage von 1879 gegen englische Kolonialtruppen im Zulukrieg bereits kein souveräner Staat mehr. Garnet Wolseley hatte Zululand in 13 Territorien aufgeteilt und für jedes einen Häuptling ernannt. Nach dem Sieg über Zibhebhu und der Inthronisation Dinuzulus wurde Zululand britisches Protektorat.
Kurz nach der Errichtung des Protektorates über Zululand 1887 stellte sich Dinuzulu an die Spitze eines Aufstandes, der von den Briten schnell niedergeworfen wurde. 

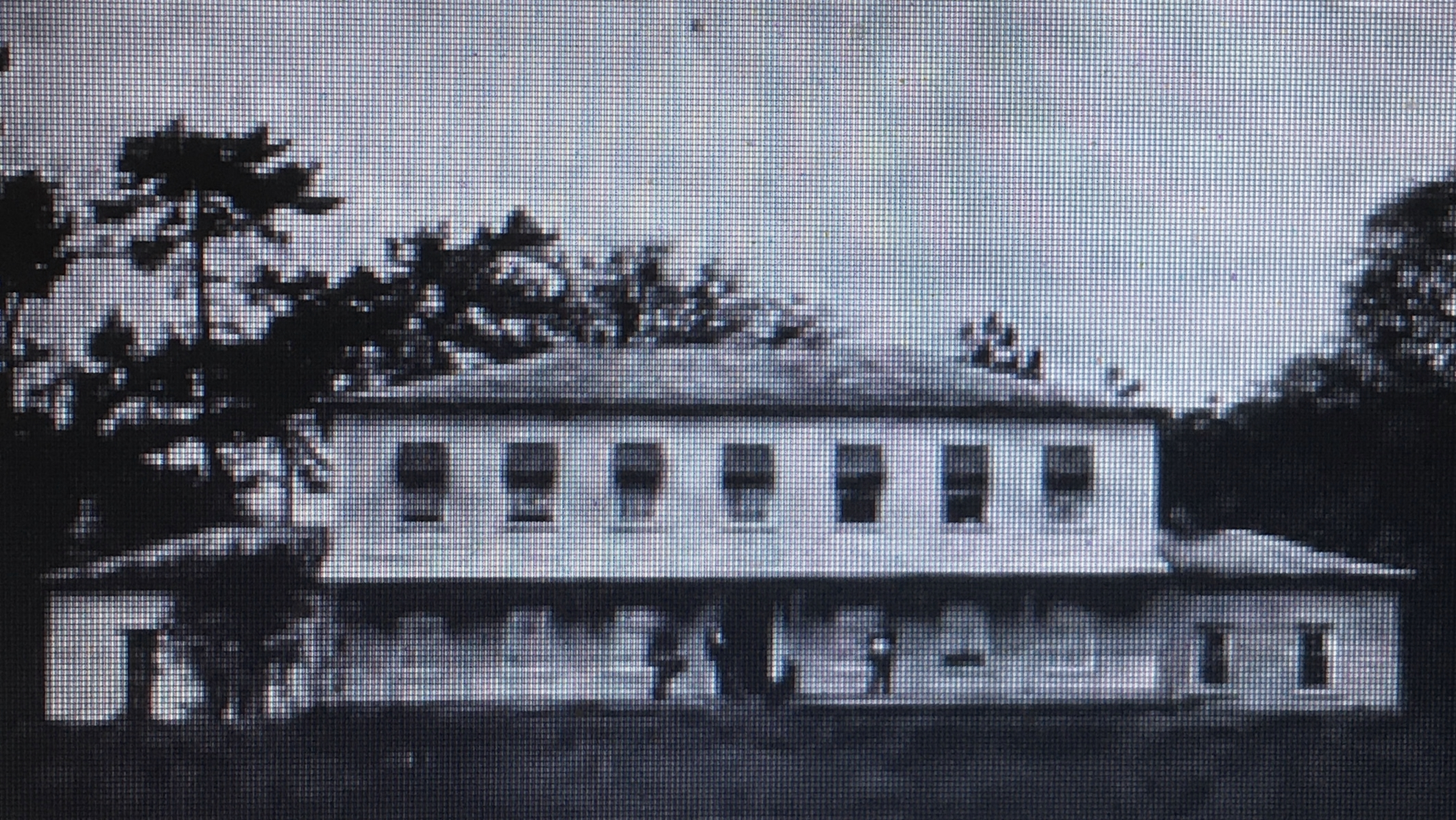
Gefängnis auf St. Helena

Dinuzulu wurde auf die Insel St. Helena verbannt, durfte aber 1896 in seine Heimat zurückkehren, als Zululand der Kolonie Natal angegliedert wurde. Er wirkte dort in den folgenden Jahren als InDuna im Auftrag der britischen Kolonialregierung. Nach der Niederwerfung der letzten Erhebung der Zulu 1906, dem Bambatha-Aufstand, wurde Dinuzulu beschuldigt, mit in den Aufruhr verwickelt zu sein. Er wurde zu vier Jahren Zwangsarbeit und anschließender Deportation verurteilt. Zwei Jahre später wurde sein Freund Louis Botha zum Premierminister ernannt und verfügte über die Freilassung und Überführung Dinuzulus nach Middelburg (Transvaal), wo dieser 1913 starb. Nachfolger wurde sein Sohn Solomon (1891–1933), der während der Gefangenschaft Dinuzulus auf St. Helena geboren worden war.

## Vertrag mit den Deutschen
Im November 1884 schloss der deutsche Reisende August Einwald im Namen des Kaufmanns Adolf Lüderitz mit Dinuzulu einen Vertrag, der dem Deutschen Reich einen kolonialen Gebietsanspruch an der Santa Lucia Bay sichern sollte. Im Zuge eines Ausgleichs mit Großbritannien ließ das Deutsche Reich den Anspruch im Mai 1885 endgültig fallen, da sich die Briten auf einen schon 1843 geschlossenen Vertrag mit Häuptling Mpande beriefen.

## Woodbadge

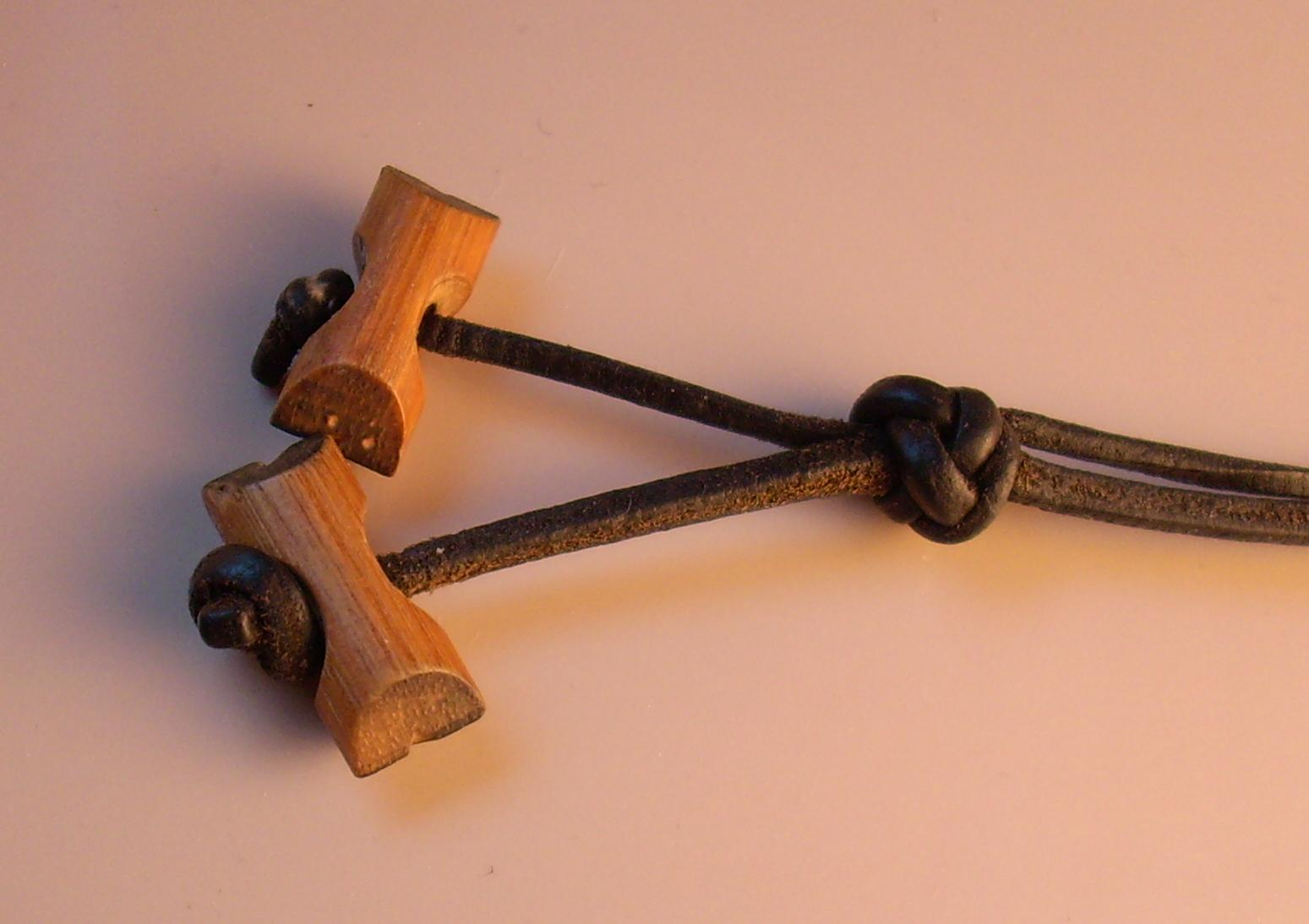
Woodbadge mit Diamantknoten

Der Name Dinuzulu ist mit der Geschichte der Pfadfinderbewegung verbunden. Im Zelt des vertriebenen Zulukönigs hatte der britische Offizier und Gründer der Pfadfinderbewegung Robert Baden-Powell eine dekorative Kette aus Akazienholz – vermutlich die Königskette – gefunden. Geschnitzte Klötzchen aus dieser Kette verlieh er 1919 im ersten Ausbildungslager für Scoutmaster als Anerkennung den Teilnehmern. Unter dem Namen Woodbadge gehören Nachahmungen dieser Klötzchen bis heute zu den internationalen Abzeichen der Weltpfadfinderbewegung für Gruppenleiter, die eine entsprechende Ausbildung absolviert haben. Die letzten Klötzchen der Kette verlieh Baden-Powell Cyprian Bhekuzulu kaSolomon einem Enkel Dinuzulus, der selbst Pfadfinder geworden war.

## Sonstiges
- Prinzessin Magogo